# Dane Coles
Dane Coles (nacido en Paraparaumu el 10 de diciembre de 1986) es un jugador de rugby neozelandés, que juega de hooker. Jugó para los All Blacks y actualmente para el Kubota Spears de la Japan Rugby League One.

## Trayectoria deportiva
Su debut con la selección nacional de Nueva Zelanda se produjo en un partido contra Escocia en Murrayfield el 11 de noviembre de 2012. Salió en el minuto 62: Nueva Zelanda 51, Escocia 22.
Ha sido seleccionado para la Copa del Mundo de Rugby de 2015 y en el partido contra Georgia, anotó uno de los siete ensayos de su equipo, contribuyendo así a la victoria neozelandesa 10-43.
Formó parte del equipo que ganó la final ante Australia por 34-17, entrando en la historia del rugby al ser la primera selección que gana el título de campeón en dos ediciones consecutivas.
Fue seleccionado por Steve Hansen para formar parte de los All Blacks en la Copa Mundial de Rugby de 2019 en Japón donde desplegaron un brillante juego en el que ganaron todos los partidos de la primera fase excepto el partido contra Italia que formaba parte de la última jornada de la primera fase,que no se disputó debido a la llegada a Japón del Tifón Hagibis.
En cuartos de final se enfrentaron a Irlanda, partido con cierto morbo porque el XV del trébol había sido el único que había sido capaz de vencer a los All Blacks en los últimos años. Sin embargo, Nueva Zelanda desplegó un gran juego y venció por un amplio resultado de 46-14.
En semifinales jugaron ante Inglaterra donde se formó cierta polémica debido a la formación utilizada en forma de uve por el XV de la rosa a la hora de recibir la haka de los All Blacks, el partido fue posiblemente el mejor que se pudo ver en todo el campeonato, donde vencieron los ingleses por el marcador de 19-7. Coles jugó 5 partidos siendo titular en dos de ellos antes, Sudáfrica en la fase de grupos y el partido por el tercer y cuarto puesto ante Gales.

#### Participaciones en Copas del Mundo
| Mundial                       | Sede       | Resultado     | PJ | Tries |
| ----------------------------- | ---------- | ------------- | -- | ----- |
| Copa Mundial de Rugby de 2015 | Inglaterra | Campeón       | 6  | 1     |
| Copa Mundial de Rugby de 2019 | Japón      | Tercer puesto | 5  | 0     |
| Copa Mundial de Rugby de 2023 | Francia    | Subcampeón    | 3  | 2     |

## Palmarés y distinciones notables
- Super Rugby 2016
- Rugby Championship 2013
- Rugby Championship 2014
- Rugby Championship 2016
- Rugby Championship 2017
- Rugby Championship 2018
- Copa Mundial de Rugby 2011
- Copa Mundial de Rugby de 2015
- Nominado como Mejor Jugador del Mundo en 2016